# Die unheimliche Klassenfahrt
Die unheimliche Klassenfahrt (Alternativtitel: Der Gruselbus) ist ein niederländischer Kinder-Horrorfilm aus dem Jahr 2005. Regie führte Pieter Kuijpers. Das Drehbuch basiert auf dem Buch De Griezelbus von Paul van Loon.

## Handlung
Onnoval ist ein phantasievoller Junge, der gerne Geschichten schreibt. Er ist in seine Schulfreundin Liselore verliebt. Als er sieht, dass Liselore seinen Erzrivalen Gino küsst, sinnt er auf Rache. Als der Schriftsteller Nol van Paul eine Lesung in Onnovals Schule hält und dabei vom mysteriösen Ferluci erzählt, nimmt Onnoval mit diesem Kontakt auf. Er schließt mit Ferluci einen Vertrag. Onnoval denkt sich eine Geschichte über eine Klassenfahrt aus, die für Gino böse enden wird. Ferluci soll diese Geschichte Wahrheit werden lassen. Dann merkt Onnoval, dass Liselore Gino nur geküsst hat, um ihn vor Ginos Pöbeleien zu schützen. Jetzt muss Onnoval handeln und dem bösen Ferluci und seinem Helfer Vlapono sein Manuskript entreißen und das Ende umschreiben.

## Namen
Die Namen der Protagonisten stellen teilweise Anagramme dar. Ferluci bezieht sich auf Luzifer, sein Helfer Vlapono ist ein Anagramm von Onnoval, was wiederum ein Anagramm von „van Loon“ ist und damit, genau wie der Schriftsteller Nol van Paulo im Film ein Hinweis auf den Autor der Bücher, Paul van Loon.

## Auszeichnungen
Peter Kuijpers wurde für seinen Film 2006 auf dem Chicago International Children’s Film Festival ausgezeichnet, 2007 auf dem Leeds Young People’s Film Festival.